# Ribe Kommune
| Basisdaten      | Basisdaten         |
| --------------- | ------------------ |
| Verwaltungssitz | Stadt Ripen        |
| Fläche          | 351,98 km²         |
| Einwohner       | 18.111 (2004)      |
| Bürgermeister   | Preben Rudiengaard |
| Internet        | www.ribekommune.dk |

Ribe Kommune (deutsch: Kommune Ripen) war eine Kommune im Ribe Amt im südwestlichen Dänemark.
Die Kommune entstand anlässlich der Kommunalreform 1970 aus der Stadt Ripen und deren Landgemeinde sowie insgesamt 12 weiteren Landgemeinden: Hviding, Roager und Spandet hatten bis dahin zum Amt Tondern und immer zu Nordschleswig gehört. Die Insel Mandö war seit dem Mittelalter eng mit Ripen verbunden. Wester-Wittstedt, Seem, das 1864/86 von Hügum abgespaltene Obbekier, Fahrdrup, Kalslund und Hjortlund waren bis 1864 zwischen dem Herzogtum Schleswig und dem Königreich Dänemark geteilt, allerdings ohne klare Grenzen. Vilslev gehörte bis auf die südlichsten Gemarkungen zum königlichen Jütland, und nur Jernved gehörte uneingeschränkt zum Königreich. Bis auf die drei erstgenannten Gemeinden lagen alle seit 1864 uneingeschränkt im Amt Ripen.
2007 ging die Kommune gemeinsam mit den Kommunen Bramming und Esbjerg in einer dann über 100.000 Einwohner zählenden neuen Großkommune Esbjerg auf. Dänemarks älteste Stadt verlor damit nach über 1000 Jahren ihre kommunale Selbständigkeit.